# قحزة (حارة)

تعديل مصدري - تعديل

قحزة هي إحدى حارات حي الظهار بمدينة إب اليمنية، بلغ تعداد سكانها 66 نسمة حسب تعداد اليمن لعام 2004.